# Военный ординариат Нидерландов
Военный ординариат Нидерландов (нидерл. Nederlands militair ordinariaat) — военный ординариат Римско-католической Церкви, действующий в Нидерландах. Военный ординариат Нидерландов, подчиняясь непосредственно Святому Престолу, обеспечивает пастырское окормление военнослужащих нидерландской армии и их семей. Ординарием военного ординариата является епископ Эверард Йохан де Йонг. Администрация военного ординариата Нидерландов находится в городе Гаага, Нидерланды.

## История
Должность викария вооружённых сил Нидерландов впервые была образована Святым Престолом 16 апреля 1957 года. 
21 апреля 1986 года Римский папа Иоанн Павел II учредил Апостольской конституцией Spirituali Militum curae военный ординат Нидерландов.

## Список военных ординариев
- кардинал Бернардус Йоханнес Алфринк (1957 — 1975);
- кардинал Йоханнес Виллебрандс (6 декабря 1975 — 22 ноября 1982);
- епископ Рональд Филипп Бяр (22 ноября 1982 — 13 марта 1993);
  - епископ Йозеф Мария Пунт (1 апреля 1995 — 1 июня 2020) (апостольский администратор);
  - епископ Эверард Йохан де Йонг (1 июня 2020 — по настоящее время) (апостольский администратор).

## Источник
- Annuario Pontificio, Libreria Editrice Vaticana, Città del Vaticano, 2003, ISBN 88-209-7422-3